# Traktatiezakje
Een traktatiezakje (of snoepzak) is een plastic of papieren zakje dat gevuld wordt met snoep of zoutjes om kinderen zo te trakteren. Deze wijze van trakteren kan bijvoorbeeld op school plaatsvinden wanneer een kind jarig is, na afloop van een kinderfeestje, of als onderdeel van een folkloristisch gebruik. 

## Feestjes
Wanneer het traktatiezakje vooraf of na afloop van een kinderfeestje als presentje aan de gasten mee naar huis wordt gegeven, heeft het vaak hetzelfde thema als bijvoorbeeld het kinderfeestje of de uitnodiging hiervoor. Sommige ouders vullen een traktatiezakje zelf, zodoende hebben ze wat meer controle over de kwaliteit van de inhoud. Naast zelf gevulde traktatiezakjes bestaan er ook kant-en-klare exemplaren. Ze zijn er in verschillende soorten met verschillende afbeeldingen, maar ze hebben allemaal dezelfde afmeting. Ze worden meestal per tien stuks verkocht in de supermarkt, speelgoedwinkel en diverse winkelketens. Behalve snoep of zoutjes kunnen traktatiezakjes ook klein speelgoed bevatten.

## Folklore
Tijdens het feest van Sint Maarten (11 november) gaan kinderen met lege traktatiezakjes rond langs de deuren, om ze te laten vullen. Met Palmzondag worden door katholieke kinderen versierde kruisen voorzien van lekkernijen (waaronder in traktatiezakjes) naar langdurig bedlegerige zieken en mindervaliden gebracht. 
In Nederland is het in de Achterhoek gebruikelijk dat kinderen op 1 januari langs de deuren in hun eigen buurt gaan met een nieuwjaarswens, zoals "Gelukkig Nieuwjoar, is de toete al kloar?", waarbij de kinderen een zakje (toete, vergelijkbaar met verschillende andere dialecten en het Duitse "tüte") krijgen met snoepgoed erin. Dit zakje is van oudsher gevuld met een stukje fruit (meestal een mandarijn), doppinda's en wat snoep.